# Яркин, Анатолий Николаевич
Анато́лий Никола́евич Я́ркин (11 ноября 1958, с. Новое, Токмакский район, Запорожская область, Украинская ССР, СССР) — советский и российский шоссейный велогонщик. Олимпийский чемпион 1980 года, заслуженный мастер спорта СССР (1980).

## Биография
Занимался спортом в велоцентре, который был создан тренером Владимиром Петровичем Петровым.
Выпускник Поволжской государственной социально-гуманитарной академии. Живёт в Тольятти.
В 1984 году расстался с велоспортом, однако в 1991 году сезон выступал за любительскую команду в Чили.
Несколько лет работал тренером женской национальной сборной, которая базировалась в Самаре. Вернувшись в Тольятти работал детским тренером, затем создал секцию маунтинбайка, культивируя новый для города вид спорта. Во многом благодаря его стараниям в Тольятти ежегодно проводится этап Кубка России по маунтинбайку.

## Карьера
Первым тренером Яркина был заслуженный тренер России Виталий Бабин. (недоступная ссылка)
Выступал за куйбышевский клуб СКА.

## Достижения
- Олимпийский чемпион 1980 года в командной шоссейной гонке на 100 км.
- 6-е место в индивидуальной шоссейной гонке Олимпийских игр 1980 года на 189 км.
- Чемпион мира 1981 года в шоссейной командной гонке на 100 км.[источник не указан 4656 дней]